# Всероссийская конфедерация труда
Всероссийская конфедерация труда (ВКТ) — общероссийское профсоюзное объединение, действовавшее в 1995—2010 годах.

## Краткая история
Создано 12 августа 1995 года на учредительном съезде в Екатеринбурге. В учреждении профобъединения участвовали Независимый профсоюз горняков России (НПГР), профсоюз «Норильского никеля», профобъединения «Соцпроф» и профсоюз «Солидарность», а также региональные профобъединения Кемеровской, Челябинской и Свердловской областей. Президентом ВКТ на съезде был избран лидер НПГР Александр Сергеев. «Соцпроф» во главе с Сергеем Храмовым вышел из Конфедерации в 2000 году.
На третьем съезде ВКТ, состоявшемся в 2000 году, президентом Конфедерации был избран Александр Бугаев (профсоюз «Норильского никеля»). В 2005 году президентом ВКТ стал Борис Кравченко, занимавший ранее должность Международного секретаря ВКТ.
Наиболее близкой партнерской организацией ВКТ являлась Конфедерация труда России (КТР). В феврале 2000 года ВКТ и КТР создали Координационный совет, целью которого объявлялось создание правовой, идеологической и организационной базы для объединения двух организаций в единый общероссийский профцентр. В середине 2000-х годов ВКТ и КТР запустили совместное издание общероссийской «Объединенную профсоюзную газету».
Процесс непосредственного объединения ВКТ и КТР был запущен в 2008 году. В ноябре 2008 года состоялся шестой съезд ВКТ, а в апреле 2009 года седьмой съезд КТР, которые приняли решения о необходимости объединения ВКТ и КТР в единый профсоюзный центр. 16 июля 2009 года президент ВКТ Борис Кравченко и президент КТР Игорь Ковальчук подписали договор об объединении двух профсоюзных федераций.
23 апреля 2010 года состоялось заседание Совета Конфедерации труда России, на котором было принято решение принять ВКТ в состав КТР. Президент ВКТ Борис Кравченко был назначен на должность Генерального секретаря КТР. Затем, 15 мая того же года, прошел седьмой внеочередной съезд ВКТ, на котором было принято решение о прекращении деятельности профсоюзного объединения и вхождении в состав Конфедерации труда России. На съезде были единогласно прекращены полномочия выборных руководящих органов ВКТ, избранных предыдущим, шестым, съездом и сформирована ликвидационная комиссия.

## Влияние
Позиции Конфедерации были достаточно сильны в автомобилестроительной отрасли. В 2006 году состоялось учреждение Межрегионального профсоюза работников автомобилестроения (МПРА), в который вошли профсоюз «Единство» на АвтоВАЗ, первичные профсоюзные организации ЗАО «Форд Мотор Компани», ОАО «GM—Автоваз», ЗАО «Скания—Питер», ОАО «Афтофрамос—Рено», ООО «Нокиан Тайерс». В августе 2007 года лидеры МПРА заявили о начале национальной компании по повышению заработной платы работников в автомобильной отрасли, что вызвало широкий резонанс в средствах массовой информации.
Также членскими организациями ВКТ являлись НПГР, профсоюз Московского метрополитена, Общероссийский профсоюз работников производства никеля, кобальта и платиновых металлов, Общероссийский независимый профсоюз работников торговли и услуг, Российский профсоюз работников предприятий общественного обслуживания, Российский профсоюз инженеров и технических работников и другие.
С 1999 года ВКТ представлена в Российской трехсторонней комиссии по регулированию социально-трудовых отношений.

## Сотрудничество с общественными и политическими организациями
ВКТ активно сотрудничает с неправительственными организациями, специализирующимися на социально-трудовой тематике, — в частности, с Центром социально-трудовых прав (ЦСТП), Институтом «Коллективное действие» (ИКД), Институтом глобализации и социальных движений (ИГСО). Совместно с ЦСТП и рядом других организаций ВКТ подготовила осенью 2009 года Доклад о нарушениях профсоюзных прав членских организаций ВКТ и КТР. Этот доклад послужил основой для жалобы, направленной затем в Международную организацию труда (МОТ). Совместно с ИКД, ИГСО и другими общественными и политическими организациями ВКТ издавала журнал «Свободный профсоюз». Кроме того, президент ВКТ Борис Кравченко был одним из учредителей ИГСО в начале 2007 года.
Со второй половины 2000-х годов ВКТ активно сотрудничала с левыми политическими организациями, в частности, «Левым фронтом» и Социалистическим движением «Вперёд». В 2007—2010 годах в Москве и Петербурге проходили первомайские митинги и шествия «свободных» профсоюзов, соорганизаторами которых выступали ВКТ, КТР, МПРА, движение «Вперёд», ДСПА и другие профсоюзные и политические организации. С 2010 года ВКТ и КТР начинают также активно сотрудничать с партией «Справедливая Россия». При фракции этой партии в Государственной думе летом 2010 года создается Комиссия по социально-трудовым отношениям, в которую входят представители ВКТ, КТР, Федерации профсоюзов России, Межрегионального объединения рабочих профсоюзов «Защита труда» и ряда других профсоюзных объединений.

## Международные связи
ВКТ являлась членом Международной конфедерации профсоюзов (ITUC), Всеевропейского Совета профсоюзов (PERC), а также Международной профсоюзной сети стран Балтии (BASTUN). Членские организации ВКТ входили в Международный союз пищевиков (IUF), Международную федерацию металлистов (IMF), Международную федерацию химиков, горняков, энергетиков и разнорабочих (ICEM). ВКТ активно сотрудничала с МОТ, представители ВКТ участвовали в ежегодных сессиях МОТ.

## Структура ВКТ
Высшим органом ВКТ являлся съезд. На съезде избирались президент и вице-президенты ВКТ, Совет ВКТ и его председатель, ревизионная комиссия и Главный инспектор труда. В период между съездами деятельностью организации руководит Совет ВКТ.

### Съезды
- Первый учредительный — 12 августа 1995 года, Екатеринбург
- Второй — 20—21 февраля 1998 года, Челябинск
- Третий — 22 апреля 2000 года, Москва
- Четвертый — нет данных
- Пятый — 6 октября 2005 года, Москва
- Шестой — 16 ноября 2008 года, Москва
- Седьмой внеочередной — 15 мая 2010 года, санаторий «Волжский утес», Самарская область

### Президенты
- 1995—2000 — Александр Сергеев
- 2000—2005 — Александр Бугаев
- 2005—2010 — Борис Кравченко

### Генеральный секретарь
- 1995—1998 — Дмитрий Семенов (в 1998 году должность упразднена)

### Председатели Совета
- 1995—1998 — Алексей Черных
- 1998—2000 — Александр Бугаев
- 2000—2005 — Андрей Ефременко
- 2005 — Борис Кравченко
- 2005—2008 — Никита Шульга
- 2008—2010 — Светлана Разина